# Yushania longiuscula
Yushania longiuscula är en gräsart som beskrevs av Tong Pei Yi. Yushania longiuscula ingår i släktet yushanior, och familjen gräs. Inga underarter finns listade i Catalogue of Life.